# Буханько, Гавриил Николаевич
Гавриил Николаевич Буханько — советский хозяйственный, государственный и политический деятель, Герой Социалистического Труда.

## Биография
Родился в 1916 году в селе Николаевка. Член ВКП(б) с 1947 года.
С 1929 года — на хозяйственной, общественной и политической работе. В 1929—1982 гг. — в крестьянском хозяйстве, тракторист колхоза «Правда», в рядах Красной Армии, участник Великой Отечественной войны, тяжело ранен, бригадир Землянухинской МТС, бригадир тракторно-полеводческой бригады совхоза Николаевский Поспелихинского района Алтайского края.
Указом Президиума Верховного Совета СССР от 23 июня 1966 года присвоено звание Героя Социалистического Труда с вручением ордена Ленина и золотой медали «Серп и Молот».
Делегат XXI съезда КПСС.
Умер в Николаевке в 1996 году.